# Anthogorgia bocki
Anthogorgia bocki är en korallart som beskrevs av Aurivillius 1931. Anthogorgia bocki ingår i släktet Anthogorgia och familjen Acanthogorgiidae. Inga underarter finns listade i Catalogue of Life.